# Canton de Lignières
Le canton de Lignières est une ancienne division administrative française située dans le département du Cher.

## Géographie
Ce canton était organisé autour de Lignières dans l'arrondissement de Saint-Amand-Montrond. Son altitude variait de 137 m (Chezal-Benoît) à 268 m (Saint-Hilaire-en-Lignières) pour une altitude moyenne de 175 m.

## Représentation

### Conseillers généraux de 1833 à 2015
| Période | Période                   | Identité                                              | Étiquette | Qualité |
| ------- | ------------------------- | ----------------------------------------------------- | --------- | --- |
| 1833    | 1842                      | Augustin Jean-Baptiste Doulcet du Deffaut (1781-1869) |           | Maire de Ménétréol Propriétaire du château de Gouvernes (Seine-et-Marne)                                        |
| 1842    | 1848                      | Emmanuel Charles Boytières                            |           | Avocat à Saint-Amand                                                                                            |
| 1848    | 1852                      | Pierre François Boutet (1810-1879)                    |           | Propriétaire à Chatoule, Lignières, conseiller d'arrondissement                                                 |
| 1852    | 1869 (décès)              | Emmanuel Charles Boytières                            |           | Avocat à Saint-Amand                                                                                            |
| 1869    | 1895 (décès)              | Sébastien Félix Porcheron-Desplaces                   | Droite    | Notaire, maire de Lignières                                                                                     |
| 1895    | 1907                      | Paul Bonnet                                           | Rad.      | Docteur en médecine, maire de Lignières                                                                         |
| 1907    | 1919                      | Pierre-Eugène Merrier                                 | Rad.      | Suppléant du juge de paix à Lignières, conseiller d'arrondissement                                              |
| 1919    | 1920 (décès)              | Henri Fougeat                                         | Rad.      | Ingénieur des Travaux Publics de l'État, Bourges Conseiller municipal de Lignières, conseiller d'arrondissement |
| 1920    | 1941 (démission d'office) | Philibert Lautissier                                  | Rad.      | Pharmacien Maire de Lignières Révoqué par le Gouvernement de Vichy                                              |
|         |                           |                                                       |           | |
| 1943    | 1945                      | Antoine Germinet (1872-1960)                          | ?         | Négociant en vins Maire de Saint-Hilaire-en-Lignières Nommé conseiller départemental en 1943                    |
|         |                           |                                                       |           | |
| 1945    | 1955                      | Philibert Lautissier                                  | Rad.      | Pharmacien Maire de Lignières                                                                                   |
| 1955    | 1973                      | André Aubailly                                        | Rad.      | Négociant en vins                                                                                               |
| 1973    | 1985                      | Maurice Nardet                                        | PS        | Principal de collège Maire de Lignières (1971-1989)                                                             |
| 1985    | 1990 (démission)          | Régis Menot                                           | RPR       | Vétérinaire retraité                                                                                            |
| 1990    | 1998                      | Pierre Roumet                                         | DVD       | Vétérinaire, adjoint au maire de Lignières                                                                      |
| 1998    | 2004                      | Agnès Chevauché                                       | PS        | Enseignante |
| 2004    | 2008 (décès)              | Henri Bernardet                                       | PS        | Ancien Adjoint au Maire de La Celle-Condé                                                                       |
| 2008    | 2015                      | Janine Bernardet (épouse du précédent)                | PS        | Ancienne Conseillère municipale de Lignières Suppléante du député Yann Galut (2012-2017)                        |

### Conseillers d'arrondissement (de 1833 à 1940)
| Période                                  | Période      | Identité                                              | Étiquette           | Qualité |
| ---------------------------------------- | ------------ | ----------------------------------------------------- | ------------------- | --- |
| 1833                                     | 1836         | Pierre Girault (1772-1849)                            |                     | Médecin, maître chirurgien, officier de santé, maire de Lignières                                           |
| 1836                                     | 1842         | Jules Nicolas Joseph Chabert de Fontville (1796-1869) |                     | Ancien officier, propriétaire à Lignières                                                                   |
| 1842                                     | 1848         | Pierre François Boutet (1810-1879)                    |                     | Propriétaire à Lignières                                                                                    |
| 1848                                     |              | M. Chassagne                                          |                     | |
|                                          |              |                                                       |                     | |
| 1858                                     | 1869 (décès) | Michel Giraud                                         |                     | Médecin, maire de Lignières                                                                                 |
| Mars 1869                                | 1880         | Gustave Guillot                                       |                     | Maire de La Celle-Condé                                                                                     |
| 1880                                     | 1892         | Benoist-Durand                                        | Droite              | Propriétaire à Lignières                                                                                    |
| 1892                                     | 1898         | Camille Guignard-Coutant                              | Républicain radical | Fabricant et négociant en lingeries à Saint-Amand-Montrond                                                  |
| 1898                                     | 1904         | François Thabaud-Deshoulières                         |                     | Maire de Touchay                                                                                            |
| 1904                                     | 1907         | Pierre-Eugène Merrier                                 | Radical             | Premier adjoint au maire de Lignières                                                                       |
| 1907                                     | 1919         | Henri Fougeat                                         | Radical             | Ingénieur des Travaux Publics de l'État, Bourges                                                            |
| 1919                                     | 1922         | Adolphe Michelet                                      | Républicain libéral | Minotier, propriétaire, adjoint au maire de Lignières                                                       |
| 1922                                     | 1928         | Louis Saboureau                                       | PRS                 | Maire de Saint-Baudel                                                                                       |
| 1928                                     | 1940         | Auguste Désiré                                        | SFIO                | Cafetier à Lignières                                                                                        |
| 1940                                     |              |                                                       |                     | Les conseils d'arrondissement ont été suspendus par la loi du 12 octobre 1940 et n'ont jamais été réactivés |
| Les données manquantes sont à compléter. |              |                                                       |                     | |

## Composition
Le canton de Lignières regroupait neuf communes et comptait 4 287 habitants (recensement de 1999 sans doubles comptes).
| Communes                   | Population (2012) | Code postal | Code Insee |
| -------------------------- | ----------------- | ----------- | ---------- |
| La Celle-Condé             | 180               | 18160       | 18043      |
| Chezal-Benoît              | 977               | 18160       | 18065      |
| Ineuil                     | 248               | 18160       | 18114      |
| Lignières                  | 1 588             | 18160       | 18127      |
| Montlouis                  | 120               | 18160       | 18152      |
| Saint-Baudel               | 248               | 18160       | 18199      |
| Saint-Hilaire-en-Lignières | 523               | 18160       | 18216      |
| Touchay                    | 297               | 18160       | 18266      |
| Villecelin                 | 106               | 18160       | 18283      |

## Démographie
| 1962  | 1968  | 1975  | 1982  | 1990  | 1999  | 2006  | 2011  | 2012  |
| ----- | ----- | ----- | ----- | ----- | ----- | ----- | ----- | ----- |
| 5 940 | 5 871 | 5 408 | 5 051 | 4 579 | 4 287 | 4 147 | 4 069 | 4 097 |